# 劉少明
劉少明（1958年7月9日—），中華人民共和國異議人士，在1989年八九民運起多次參與中國維權運動，並數次被中國政府刑拘和判刑。

## 經歷
劉少明早年是江西新余鋼鐵廠的一名工人。1989年，他到北京參與八九民運，並加入「北京工人聯合自治會」，在當地支援及救助學生。六四事件後被當局控「反革命宣傳煽動罪」，判處一年監禁。出獄後，劉少明到珠江三角洲工作，曾當過搬運工、保安、工廠雜工、建築工人、企業管理員、工廠廠長、廣告業務員等不同工種，多年來的工作換取了一定的積蓄，後來分別在廣州市的花都區和老家都買了房子。
2013年，曾為新余鋼鐵廠員工的劉少明獨自去了圍觀「新余劉萍案件」的開庭。劉少明的代理律師吳魁明表示，從2014年開始，除了參與「公民圍觀」外，他比較關注珠三角勞工的事務，協助工人維權，積極參與廣州大學城環衛工人、新生鞋廠工人、聯盛工人、廣州西鐵城工人、中山翠亨制包廠工人、德陽二重工人等十多起工人維權行動，在勞工的非政府組織之外組建了公民參與勞工維權的「工維義工」團隊。2015年5月29日，刘少明被广州警方以涉嫌寻衅滋事罪刑拘。
2015年，六四事件二十六周年的前夕，劉少明到廣州天河地鐵站出口舉牌，要求平反六四，因而被廣州警方以「涉嫌尋釁滋事罪」行政拘留十天。同年7月14日以涉嫌煽顛罪逮捕。2016年，在網上發表了題為《我在北京聲援並參與六四民主運動的經歷》的文章，隨即被當局拘捕，並控以「煽動顛覆國家政權罪」，監禁兩年後被審訊，至2017年7月7日被判四年半有期徒刑。

## 聲援活動
2017年7月7日，廣東省維權人士孫濤對媒體自由亞洲電台表示，自己和3名維權人士，在開審前準備到法院門外聲援，4人還未抵達法院門口就被當地警方拘捕。
2017年7月7日，香港職工會聯盟聯同工黨、社會民主連線等組織在香港發起遊行，要求北京政府立即釋放劉少明，和停止以言入罪打壓維權人士，並且呼籲香港人關注劉少明，不要讓劉少明成爲第二個劉曉波。